# Эройка-Ногалес
Эройка-Ногалес (исп. Heroica Nogales), общепринятое название Ногалес (исп. Nogales) — город в Мексике, штат Сонора, входит в состав муниципалитета Ногалес и является его административным центром. Численность населения, по данным переписи 2020 года, составила 261 137 человек.

## История
Город основан в 1841 году.
13 марта 1913 года, в начале второго этапа Мексиканской революции, в результате боя город был захвачен отрядом конституционалистов полковника Альваро Обрегона.
27 августа 1918 года в городе развязалась перестрелка между мексиканскими и американскими таможенниками и пограничниками, что вылилось в конфликт, в котором погибло четверо американцев и около 130 мексиканцев. После этого город был разделён пограничным забором.
В 1920 году Ногалесу был присвоен статус города.

## Город в экономической литературе
Город Ногалес разделен пополам стеной. К северу от стены расположен «американский» Ногалес: округ Санта-Круз, штат Аризона, США. Средний доход на семью в этом городе — 30 000 долларов
в год. Большинство подростков здесь ходят в школу, а большинство взрослых школу закончили.
…Жизнь всего в нескольких футах отсюда, к югу от стены, разительно отличается от описанной картины. Хотя жители города Ногалес, штат Сонора, живут в относительно благополучной части Мексики, доход средней семьи в нем равен примерно трети дохода средней семьи в американской части Ногалеса. Большинство взрослых жителей «мексиканского» Ногалеса не окончили школу, а большинство подростков в нее не ходят.— Дарон Аджемоглу, Джеймс А. Робинсон Почему одни страны богатые, а другие бедные.

## Пограничный переход
В городе расположен пограничный переход в США, при пересечении которого проезжающие оказываются в одноимённом американском городке Ногалес.